# Im Banne des Dr. Monserrat
Im Banne des Dr. Monserrat (Originaltitel: The Sorcerers) ist ein britischer Science-Fiction-Horrorfilm aus dem Jahre 1967, der von Patrick Curtis und Tony Tenser für die von Tenser gegründete Firma Tigon British produziert wurde. Heute gilt der Film, der die Geschichte eines alten Ehepaares, das die Gedanken eines jungen Mannes durch Hypnose kontrollieren kann und diesen zum Verbrecher und Mörder macht, erzählt, als düsterer Klassiker des britischen Horrorfilms. Das Drehbuch schrieben John Burke, Tom Baker und Michael Reeves. Letzterer führte auch Regie. Die Hauptrollen übernahmen Boris Karloff, Catherine Lacey, Elizabeth Ercy, Ian Ogilvy und Victor Henry.

## Handlung
Der alte Professor Marcus Monserrat, ein Arzt und bekannter Hypnotiseur, und seine Frau Estelle planen ein nie zuvor dagewesenes Experiment. Dafür brauchen sie eine menschliche Versuchsperson. Estelle fragt Marcus, wann er das Experiment durchführen wird. Dieser antwortet ihr, dass es bald so weit sein wird – vielleicht bereits am nächsten Tag.
In einem Club befinden sich gerade der Jugendliche Mike Roscoe, seine Freundin Nicole und der Automechaniker Alan, der ebenfalls an Nicole interessiert ist. Mike ist verärgert, als Nicole offensichtlich mit Alan flirtet und mit ihm tanzt.
Währenddessen planen Marcus und Estelle ihr Experiment. Estelle schlägt vor, einen Obdachlosen zu benutzen, aber Marcus sagt, dass sie einen Menschen brauchen, dessen Gehirn nicht durch Alkohol vernebelt ist. Sie beschließen, einen jungen Mann zu nehmen, der keine Perspektiven hat und sich deshalb auf ihr Experiment einlassen wird.
Mike beschließt, den Club zu verlassen und sich die Beine etwas zu vertreten. Draußen trifft er auf Marcus, der ihm vorschlägt, an einem einmaligen Experiment teilzunehmen, das ihn bereichern wird. Mike ist erst skeptisch, aber schließlich gelingt es Marcus, ihn zu überreden. Er nimmt Mike mit zu sich nach Hause, dort werden sie von Estelle begrüßt. Mike wird misstrauisch und denkt, dass Marcus ihm etwas vorgaukelt. Marcus erklärt Mike, dass er ein berühmter Hypnotiseur sei, aber kein Gaukler wie im Zirkus, sondern ein echter Wissenschaftler. Estelle drängt Mike zu bleiben. Sie schließen Mike an eine futuristische Maschine an, die Mike laut Marcus und Estelle in einen Sinneszustand der Ekstase versetzen wird, den er noch nie erlebt hat. Marcus betätigt ein paar Hebel und Knöpfe an der Apparatur, woraufhin ein stechendes Geräusch ertönt und Mikes Gesicht mit verschiedenfarbigen Lichtern bestrahlt wird. Schließlich wird Mike in Trance versetzt. Marcus und Estelle befehlen ihm aufzustehen, was er auch tut. Dann befehlen sie ihm, in einen dunklen Raum nebenan zu gehen. Mike begibt sich zu dem Raum. Dann befehlen sie ihm, die Tür hinter sich zu schließen. Auch diesen Befehl befolgt Mike. Marcus und Estelle besitzen nun die Kontrolle über Mikes Gedanken. Estelle wird übermütig. Sie befiehlt Mike, in die Küche zu gehen und ein Ei aus dem Kühlschrank zu holen. Dann soll Mike das Ei zerbrechen. Als Mike dies tut, spüren auch Marcus und Estelle das zerbrochene Ei in seiner Hand. Beide sind beeindruckt. Mike soll sich die Hände waschen, auch das spüren Marcus und Estelle. Marcus beschließt, Mike wieder gehen zu lassen, um zu testen, auf welcher Reichweite die Kontrolle noch wirkt. Sie bitten Mike, der sich für das zerbrochene Ei entschuldigt, zu sich. Sie sagen ihm, dass er wieder gehen und alles, was hier passiert ist, vergessen soll. Mike befolgt den Befehl. Er geht wieder zu Nicole in den Club. Marcus und Estelle spüren Mike auch aus dieser Distanz. Sie bringen Mike dazu, den Club zusammen mit Nicole zu verlassen und sie ins Schwimmbad mitzunehmen. Dieses hat bereits geschlossen, aber Mike bricht ein und schwimmt zusammen mit Nicole. Marcus und Estelle spüren das Wasser und die Schwimmbewegungen Mikes. Estelle wird das zu anstrengend und will Mike dazu bringen, das Schwimmbecken wieder zu verlassen. Marcus aber beruhigt sie. Sie soll sich weniger auf Mike konzentrieren, dann spüre sie es auch weniger stark. Mike und Nicole gehen schließlich wieder. Mike begleitet sie noch bis zur Haustür und fragt sie, ob er mit nach oben kommen darf, was Nicole jedoch ablehnt und sich von ihm verabschiedet. Estelle erkennt, was sie mit Mikes Hilfe alles anstellen könnten. Marcus will seine Erfindung dagegen zum Nutzen aller verwenden. Estelle will Mike aber erst dazu bringen, sie reich zu machen, und die Erfindung erst dann an die Öffentlichkeit bringen, da sie lange Zeit in Armut gelebt haben, weil Marcus in den Medien verspottet wurde.
Am nächsten Tag sieht Estelle im Schaufenster eines Ladens einen teuren Pelz. Sie bittet Marcus, Mike dazu zu benutzen, den Pelz für sie zu stehlen. Nach einer längeren Diskussion gibt Marcus nach, stellt aber klar, dass dies das einzige Mal ist, an dem sie Mike für kriminelle Taten missbrauchen. Mike geht gerade zu Nicoles Haus. Er klingelt bei ihr und fragt sie, ob er zu ihr kommen darf. Nicole erlaubt ihm, nach oben zu kommen. Sie muss sich jedoch erst fertig machen. Mike wartet so lange auf ihrem Sofa. Währenddessen befehlen Marcus und Estelle ihm, den Pelz zu stehlen. Er begibt sich zu dem Laden. Nicole ist schließlich fertig. Sie stellt empört fest, dass Mike nicht mehr da ist, und ruft Alan an, der gerade zusammen mit seinem Chef Ron ein Auto repariert, um ihm zu erzählen, was passiert ist. Alan sagt Nicole, dass er bald Feierabend hat und danach zu ihr kommen wird, um den Abend mit ihr zu verbringen.
Mike schafft es, in den Laden einzubrechen, wodurch er den Alarm auslöst. Es gelingt ihm, den Alarm abzuschalten, doch ein Polizist wird darauf aufmerksam. Mike kann den Pelz aber trotzdem stehlen, allerdings verletzt er sich dabei an der Hand. Auch Marcus und Estelle haben dieselbe Wunde. Mike wirft den Pelz in eine Mülltonne vor dem Laden und verschwindet. Marcus sagt zu Estelle, dass sie noch eine halbe Stunde warten soll, bevor sie sich den Pelz holt, aber diese hat das Interesse an dem Pelz verloren. Sie schwärmt von dem Nervenkitzel, den sie erlebt hat, als der Polizist kam. Sie will, dass Marcus zugibt, dass es auch ihm Spaß gemacht hat. Erst streitet er es ab, aber schließlich gibt er es doch zu. Dennoch hält er es für falsch, Mike so zu missbrauchen.
Mike geht völlig verwirrt wieder zu Nicole und bittet sie, ihn hereinzulassen. Nicole, die zuerst verärgert ist, erkennt, dass mit Mike etwas nicht stimmt, und lässt ihn herein. Er erklärt ihr, dass er sich an nichts erinnert und nicht weiß, wieso er plötzlich gegangen ist. Nicole hat Mitgefühl für ihn. Sie umarmt und küsst ihn. Schließlich schlafen die beiden miteinander.
Estelle macht Marcus den Vorschlag, Mike dazu zu bringen, eine Fahrt mit dem Motorrad zu machen, damit sie das Gefühl der Geschwindigkeit erleben können. Marcus stimmt zu, worauf Mike mit Nicole eine Spritztour aufs Land unternehmen will. Er stiehlt Alans Motorrad und fährt zusammen mit Nicole davon. Als Alan den Diebstahl bemerkt, muss er Ron peinlicherweise erklären, dass es sich hier um das Mädchen handelte, mit dem er am Tag zuvor ausgegangen war. Währenddessen genießen Marcus und Estelle den Rausch der Geschwindigkeit. Estelle bringt Mike dazu, immer schneller zu fahren. Nicole bekommt Angst und bittet Mike, langsamer zu fahren, was Estelle jedoch verhindert und ihn dazu bringt, noch schneller zu fahren. Marcus versucht, gegen Estelle anzukämpfen, und befiehlt Mike, langsamer zu werden, doch Estelles Wille ist stärker. Schließlich biegt Mike querfeldein, während sich die verängstigte Nicole an ihm festklammert. Nach einer Weile fährt er wieder zurück zu Alan, der außer sich ist, als er sieht, dass Nicole weint, und beschimpft Mike. Estelle befiehlt Mike, Alan zu schlagen, was dieser tut. Mike und Alan prügeln sich. Als Ron eingreifen will, wird auch er von Mike verletzt. Plötzlich wird Mike klar, was er getan hat, und verschwindet.
Marcus ist schockiert über Estelle, die offensichtlich den Verstand verloren hat. Er beschließt, Mike wieder zurückzuholen und das Experiment rückgängig zu machen. Estelle aber lässt dies nicht zu, da sie erkannt hat, dass ihr Wille stärker ist als der von Marcus. Sie nimmt Marcus den Gehstock weg, wodurch dieser umfällt. Dann geht sie ins Labor und zerstört mit dem Gehstock die Maschine. Marcus muss hilflos dabei zusehen.
Marcus ist inzwischen eingeschlafen. Estelle, die von einigen Gläsern Wein betrunken ist, weckt ihn auf. Marcus denkt, er könne sie nun besiegen, da ihr Wille unter Alkoholeinfluss nicht mehr so stark ist. Am Abend geht Mike, nachdem er bei Nicole abgeblitzt ist, zu seiner Exfreundin Audrey Woods, um ihr von den seltsamen Geschehnissen zu erzählen. Sie will ihm helfen, doch Estelle übernimmt wieder die Kontrolle über Mike. Marcus kann nicht verhindern, dass Estelle Mike dazu bringt, Audrey mit einer Schere zu ermorden. Später geht er in den Club, wo sich gerade auch Nicole und Alan befinden. Sie sehen dabei zu, wie Mike sich an eine Sängerin heranmacht und mit ihr nach draußen geht. Er führt sie in eine dunkle Gasse. Dann befiehlt er ihr zu singen. Die Sängerin ist verwirrt und weigert sich, worauf Estelle Mike dazu bringt, die Sängerin zu erwürgen. Auch das kann Marcus nicht verhindern.
Am nächsten Tag treffen sich Nicole und Alan in einer jüdischen Bäckerei. Sie lesen in der Zeitung, dass die Sängerin, mit der sie Mike letzte Nacht gesehen haben, ermordet wurde. Als sie auch einen Zeitungsartikel über den Mord an Audrey Woods lesen, ist für beide klar, dass Mike der Täter war. Sie beschließen, zu Mike zu gehen, und beschuldigen ihn, die Morde begangen zu haben. Mike kann sich an nichts erinnern, aber Nicole und Alan glauben ihm nicht, woraufhin Estelle Mike dazu bringt, ein Messer zu ziehen und auf die beiden loszugehen. Nicole flüchtet und Alan prügelt sich mit Mike. Auch Estelle und Marcus spüren die Schmerzen, also bringt Estelle Mike dazu, ein Auto zu stehlen und davonzufahren. Nicole hat die Polizei alarmiert. Ein Polizeiauto kommt und nimmt Nicole und Alan mit, um Mikes Verfolgung aufzunehmen. Marcus erinnert sich an die Schnittwunde an seiner und Estelles Hand und fasst einen Plan. Er bringt Mike dazu, immer schneller zu fahren. Estelle verliert die Kontrolle, da sie durch Alans Schläge geschwächt ist. Mike fährt schließlich einen tiefen Abhang hinunter. Schwer verletzt versucht er, sich aus dem langsam zu brennen beginnenden Wagen zu retten. Er schafft es nicht, aus dem Wagen zu kommen, und verbrennt qualvoll. Nicole und Alan sehen entsetzt zu. Die letzte Szene zeigt die verbrannten Leichen von Marcus und Estelle.

## Hintergrund

### Produktion
Im Banne des Dr. Monserrat war 1967 Michael Reeves’ zweite Regiearbeit. Nachdem er in Italien als Second Unit-Regisseur für Produzent Paul Maslansky an dem Gothic-Horrorfilm Il Castello dei Morti vivi (1964) mit Christopher Lee mitwirkte und daraufhin bei La Sorella di Satana (1966) mit Barbara Steele Regie geführt hatte, kehrte er wieder nach England zurück, um dort Im Banne des Dr. Monserrat zu drehen.
Bisher hatte Reeves nur Auftragsarbeiten angenommen, weshalb er dieses Mal am Drehbuch mitwirken wollte. Er kaufte sich die Rechte an John Burkes Science-Fiction Geschichte Terror for Kicks und schrieb sie zusammen mit seinem guten Freund Tom Baker zu einem Drehbuch mit dem Titel The Sorcerers um.
Als Hauptdarsteller konnte er Horrorlegende Boris Karloff verpflichten, welchen er in Spanien kennen lernte und sich so gut mit ihm verstand, dass er ihm anbot in einem seiner Filme mitzuspielen. Dank Karloff, welcher lediglich eine Gage von £ 11.000 erhielt und des ebenso einfachen wie originellen Drehbuchs, das ein wenig an Karloffs früheren Film The Devil Commands (1941) erinnerte, erklärte sich Tony Tenser, welcher hauptsächlich Exploitation-Filme wie Das Grauen auf Black Torment (1964) oder Frankenstein 70 – Das Ungeheuer mit der Feuerklaue (1966) produzierte und distributierte und zuvor zusammen mit Michael Klinger dem noch jungen Roman Polanski zum Durchbruch verholfen hatte, indem sie seine Filme Ekel (1964) und Wenn Katlebach kommt (1965) produzierten, dazu bereit, den Film zu produzieren. Während der Dreharbeiten zu Im Banne des Dr. Monserrat gründete Tenser die Produktionsfirma Tigon British Film Productions, die mit Filmen wie Das Blutbiest (1968) und Die Hexe des Grafen Dracula (1968) neben Hammer Films und Amicus Productions zur dritten führenden Produktionsfirma im britischen Horrorkino wurde. Auch Patrick Curtis, welcher damals mit Raquel Welch zusammen war, welche unter anderem an den Kostümen im Film mitarbeitete und die er am 14. Februar 1967 heiratete.
Nachdem man ein Budget von £ 40.000 (später wurden daraus £ 50.000) gesichert hatte, machte man sich auf die Suche nach Schauspielern. Die Rolle des Mike wurde zum Beispiel mit Michael Reeves Schulfreund Ian Ogilvy besetzt, der zuvor in einigen von Reeves gedrehten Kurzfilmen und in Revenge of the Blood Beast aufgetreten war. Boris Karloff war mit seiner Rolle des Professor Monserrat unzufrieden. Im ursprünglichen Drehbuchentwurf war dieser nämlich ein verrückter Wissenschaftler, was Karloff zu eindimensional und negativ erschien, also ließ er das Drehbuch zu seinen Gunsten umschreiben. Die Rolle gefiel ihm, da sie eine Abwechslung zu seinen letzteren Rollen in US-amerikanischen Filmen wie Erbschaft mit Hindernissen (1966), die für ihn sehr anstrengend waren darstellte. Obwohl er privat oft im Rollstuhl saß, trat Karloff im Film ohne diesen auf. In seinem letzten ebenfalls von Tigon British produzierten Film Die Hexe des Grafen Dracula war er nur im Rollstuhl zu sehen. Im Banne des Dr. Monserrat symbolisiert, dass sich in den späten 60ern die Zeiten des Horrorfilms änderten, was auch später in Bewegliche Ziele (1968) thematisiert wird.
Die Rolle von Professor Monserrats durchtriebener Frau Estelle wurde mit der bekannten Theaterschauspielerin Catherine Lacey besetzt, welche Karloff in einigen Szenen sogar die Schau stiehlt. Ironischerweise war sie bösen rollen eher abgeneigt. Lacey ist unter anderen aus Filmen wie ihrem Alfred Hitchcocks Eine Dame verschwindet (1938) und den Hammer-Produktionen Schatten einer Katze (1960) und Der Fluch der Mumie (1966) als verrückte Wahrsagerin.
Für die damals 16-jährige Susan George, die später mit Filmen wie Sam Peckinpahs Thriller Wer Gewalt sät (1971) und dem Horrorfilm Die Fratze (1972) berühmt wurde, war Im Banne des Dr. Monserrat nach Cup Fever (1965) ihre zweite Rolle. Die Rolle des Polizeiinspektors wurde von Ivor Dean gespielt, welcher in solchen Rollen unter anderen in der Serie Simon Templar mit Roger Moore bereits erfahren war.
Als Art Director war Tony Curtis tätig, der später an vielen Amicus-Produktionen mitwirkte und zeitweise mit der Hammer-Schauspielerin Yutte Stensgaard verheiratet war. Stanley A. Long, der in den 70er Jahren bei einigen Soft-Erotik-Filmen Regie führte, fungierte als Kameramann. Ausführender Produzent war Longs langjähriger Geschäftspartner Arnold Louis Miller. Für die Musik war Michael Reeves Freund Paul Ferris verantwortlich, der später unter anderen auch den Score zu den Tigon-Filmen Der Hexenjäger (1968) und Nachts wenn das Skelett erwacht (1972) komponierte. Es schrieb auch die Nachtclub-Songs Your Love und Sweet Nothing.
Geoffrey Rodway, welcher hauptsächlich an der US-amerikanischen Komödienreihe Ist ja irre… mitarbeitete war bei Im Banne des Dr. Monserrat für das Makeup zuständig.
Die Dreharbeiten begannen am 16. Januar 1967 und dauerten insgesamt sechs Wochen. Bereits im Mai 1967 wurde Im Banne des Dr. Monserrat in Cannes gezeigt damit die Auslandsrechte an verschiedene Distributoren verkauft werden konnten.

### Kinostart
In den britischen Kinos startete der Film im Juni 1967. In einigen Regionen wurde er als Double-Feature zusammen mit Roger Cormans Der Massenmörder von London (1962) gezeigt. Tony Tenser war mehr als zufrieden, als der Film für drei Wochen fürs noble Carlton Cinema im Londoner Westend gebucht wurde, was für eine Low-Budget-Produktion bemerkenswert war. In Deutschland kam Im Banne des Dr. Monserrat am 1. Mai 1969 unter dem Verleih Avis film in die Kinos.

### Auszeichnungen
Im Juli 1968 gewann Im Banne des Dr. Monserrat beim 6. Festival des phantastischen Films in Triest den Großen Preis. Boris Karloff und Catherine Lacey bekamen Sonderpreise für ihr Lebenswerk.

## Kritik
Im Banne des Dr. Monserrat bekam überwiegend positive Kritiken:

„Relativ spannender, in manchen Sachen geschmackloser Horrorfilm.“

„Düsterer und trotz Zeitkolorit ‚moderner‘ Großstadt-Horror“

## Fassungen

### Deutsche Kinofassung
Die deutsche Kinofassung von Im Banne des Dr. Monserrat war um ca. 2 Minuten geschnitten und bekam von der FSK eine Freigabe ab 16 Jahren. Auch die deutsche Videokassette enthielt diese geschnittene Fassung.

### Ungeschnittene Fassung
Auf der deutschen DVD ist hingegen die ungeschnittene Fassung mit einer Länge von 82 Minuten enthalten, welche ebenfalls eine FSK-16-Freigabe bekam und am 28. November 2008 erstmals im deutschen Free-TV auf Arte gezeigt wurde. Sowohl auf DVD als auch im Fernsehen sind die ehemals fehlenden Szenen nur im Originalton mit deutschen Untertiteln zu sehen, da sie nie deutsch synchronisiert wurden.

## Veröffentlichungen
Das Label VPS veröffentlichte die geschnittene Fassung von Im Banne des Dr. Monserrat auf VHS. Die ungeschnittene Fassung wurde von E-M-S am 10. April 2008 auf DVD veröffentlicht.